# Elección para gobernador de Guam de 2018
La elección para gobernador de Guam de 2018 tuvo lugar el 6 de noviembre.

## Primaria demócrata

### Candidatos
- Frank Aguon, senador de Guam
  - Anunció su candidatura para ser gobernador de Guam en febrero, apenas unas semanas después de haber ganado su noveno mandato legislativo y eligió a la exfiscal estadounidense para Guam Alicia Limtiaco como su compañera de fórmula en las elecciones primarias y generales.[1]
  - Aguon se postuló para el vicegobernador en 2006 bajo la formula Underwood-Aguon y perdió. Más tarde se postuló nuevamente como vicegobernador en 2010 con el gobernador Carl Gutiérrez, en el que también perdió.

- Lourdes León Guerrero, senadora de Guam
  - Anunció su candidatura a gobernadora en febrero mientras asistía a una boda en la Plaza de España en Agaña. En un video, declaró su candidatura y eligió a Josh Tenorio, el nuevo vicepresidente de Guam Autospot, como su compañero de fórmula en las elecciones primarias y generales de 2018.[2]
  - León Guerrero una vez se postuló para vicegobernador bajo la fórmula Ada-León Guerrero en las primarias demócratas de 1998 y perdió contra la fórmula actual del gobernador Carl Gutierrez y la vicegobernadora Madeleine Bordallo.
  - León Guerrero actualmente se desempeña como presidente de la junta directiva del Banco de Guam.[3] Josh Tenorio se desempeñó como subjefe de gabinete bajo la administración del exgobernador Carl Gutiérrez, quien se postuló una vez más para gobernador de Guam.

- Carl Gutiérrez, gobernador de Guam de 1995 a 2003
  - El gobernador Gutiérrez declaró su candidatura a gobernador en su casa en Agaña Heights.[4] Ha seleccionado al exjefe del Departamento de Policía de Guam Fred Bordallo como su compañero de fórmula.[5] Bordallo una vez se postuló para un escaño en la Legislatura de Guam en 2016, pero perdió.
  - Se postuló nuevamente como gobernador en 2006 bajo la fórmula Gutiérrez-Cruz, pero perdió en las primarias contra el ex delegado Robert A. Underwood y el senador Frank Aguon.
  - Se postuló una vez más como gobernador de Guam en 2010, con Frank B. Aguon como compañero de fórmula. Fueron derrotados por un estrecho margen por la candidatura republicana Calvo-Tenorio por 487 votos.
  - En 2014, el exgobernador Gutiérrez y su compañero de fórmula Gary Gumataotao se opusieron a la reelección del gobernador republicano Eddie Calvo y el vicegobernador Ray Tenorio. Posteriormente perdieron las elecciones y dieron su apoyo a los líderes reelegidos.
- Dennis Rodríguez, senador de Guam
  - En enero, el senador Rodríguez anunció oficialmente su candidatura a gobernador de Guam, y eligió al ex educador y veterano militar David Cruz Jr. como compañero de fórmula.[6][7]
  - El compañero de fórmula de Rodríguez, David Cruz Jr., enfrentó desafíos en su candidatura para vicegobernador debido a un contrato de trabajo con el Departamento de Educación de Guam. Las leyes de Guam prohíben a los empleados del gobierno postularse para cargos públicos. Cruz fue despedido por el Departamento de Educación a fines de junio de 2018, después de servir durante años como instructor del Cuerpo de Entrenamiento de Oficiales de Reserva Juvenil de la Fuerza Aérea en la escuela secundaria John F. Kennedy.

### Resultados
|  | 32.17 % |

|  | 31.11 % |

|  | 21.95 % |

|  | 14.69 % |

|  | 100 % |

## Elección general
| Elección para gobernador de Guam 2018 | Elección para gobernador de Guam 2018 | Elección para gobernador de Guam 2018 | Elección para gobernador de Guam 2018 | Elección para gobernador de Guam 2018 |
| Partido                               | Partido                               | Candidato                             | Votos                                 | %                                     |
| ------------------------------------- | ------------------------------------- | ------------------------------------- | ------------------------------------- | ------------------------------------- |
|                                       | Demócrata                             | Lourdes León Guerrero                 | 18.258                                | 50.79                                 |
|                                       | Republicano                           | Ray Tenorio                           | 9.487                                 | 26.39                                 |
|                                       | Escritos                              | Escritos                              | 8.205                                 | 22.82                                 |
| Total                                 | Total                                 | Total                                 | 35.950                                | 100                                   |